# Zanesville (Indiana)
Zanesville és una població dels Estats Units a l'estat d'Indiana. Segons el cens del 2000 tenia 602 habitants.

## Demografia
Segons el cens del 2000, Zanesville tenia 602 habitants, 212 habitatges, i 172 famílies. La densitat de població era de 309,9 habitants/km².
Dels 212 habitatges en un 40,1% hi vivien nens de menys de 18 anys, en un 70,3% hi vivien parelles casades, en un 9% dones solteres, i en un 18,4% no eren unitats familiars. En el 15,1% dels habitatges hi vivien persones soles el 3,3% de les quals corresponia a persones de 65 anys o més que vivien soles. El nombre mitjà de persones vivint en cada habitatge era de 2,84 i el nombre mitjà de persones que vivien en cada família era de 3,13.
Per edats la població es repartia de la següent manera: un 29,2% tenia menys de 18 anys, un 8% entre 18 i 24, un 29,9% entre 25 i 44, un 23,8% de 45 a 60 i un 9,1% 65 anys o més.
L'edat mediana era de 35 anys. Per cada 100 dones de 18 o més anys hi havia 97,2 homes.
La renda mediana per habitatge era de 57.727 $ i la renda mediana per família de 58.375 $. Els homes tenien una renda mediana de 40.893 $ mentre que les dones 22.500 $. La renda per capita de la població era de 20.606 $. Entorn del 4,6% de les famílies i el 4,9% de la població estaven per davall del llindar de pobresa.

## Poblacions més properes
El següent diagrama mostra les poblacions més properes.